# Ranma ½: Hidden Treasures of the Crimson Cats
Ranma ½: Hidden Treasures of the Crimson Cats (らんま1/2 朱猫団的秘宝?, Ranma ½: Akaneko dan teki hihou) è un videogioco di ruolo alla giapponese pubblicato per Super Nintendo nel 1993. È basato sui personaggi dell'anime e manga Ranma ½, creati da Rumiko Takahashi. Nel 2000 la rom è stata interamente tradotta in inglese.